# Diaea velata
Diaea velata là một loài nhện trong họ Thomisidae.
Loài này thuộc chi Diaea. Diaea velata được Ludwig Carl Christian Koch miêu tả năm 1876.